# Autotransfusión
La autotransfusión es la donación que el propio paciente realiza antes de una operación quirúrgica programada.
Al paciente, bajo control médico, y con el aporte de hierro necesario, se le extrae sangre, que será conservada y almacenada a 4 °C, para poder cubrir las necesidades que puedan surgir durante el acto quirúrgico.

## En el deporte
En el deporte la autotransfusión está prohibida y se la conoce como dopaje sanguíneo.
Momentos antes de un gran esfuerzo y a gran altura, se le transfunde al atleta su propia sangre (que fue extraída en varias sesiones desde tiempo antes).
De esa manera aumenta el porcentaje de oxígeno en la sangre, lo que produce un mejor rendimiento de los músculos cuando son sometidos a grandes esfuerzos (como por ejemplo, carreras de ciclismo de ruta, maratones, etc.).[cita requerida]
- Datos: Q1759505